# Glenburgie
Glenburgie ist eine Whiskybrennerei bei Forres, Moray, Schottland, Großbritannien.

## Geschichte
Glenburgie wurde 1810 als Kinflat Distillery von Willam Paul gegründet. Offiziell begann die Produktion der Brennerei 1829. 1870 wurde Kinflat geschlossen. 1878 eröffnete sie unter dem Namen Glenburgie-Glenlivet wieder. Charles Hay ist der Lizenzinhaber. 1884 wurde die Brennerei an Alexander Fraser & Co. verkauft. Als sie 1925 in den Bankrott gingen, übernahm Donald Mustad die Leitung bei Glenburgie. 1927 wurde sie von James & George Stodart Ltd. erworben. Die Produktion war zu diesem Zeitpunkt gestoppt. 1930 kaufte Hiram Walker 60 % der Anteile – und im Oktober 1936 die restlichen 40 %. 1958 wurde die Brennerei renoviert. Zwei Lomond Stills, die vorher bei Inverleven im Einsatz waren, wurden installiert und der daraus produzierte Single Malt wurde unter dem Namen Glencraig verkauft. Die Tennenmälzerei wurden geschlossen. 1981 wurden die Lomond Stills durch konventionelle Stills ersetzt. 1987 wurde Hiram Walker von Allied Lyons übernommen. Von 2004 bis zum Juni 2005 wurde Glenburgie für 4,3 Millionen £ komplett renoviert. Seitdem ist die Brennerei, wenn es um die Technik geht, state-of-the-art und der gesamte Herstellungsprozess kann von einer Person durch das simple Drücken von Tasten durchgeführt werden. 2006 wurde die Produktionskapazität durch den Bau eines weiteren Brennblasenpaares um 50 % erhöht. Im Jahr 2005 wurde Glenburgie von Chivas Brothers (Pernod Ricard), im Zuge der Übernahme von Allied Domecq übernommen.

## Produktion
Das Wasser der zur Region Speyside gehörenden Brennerei stammt von lokalen Quellen in der Nähe der Brennerei. Das Malz kommt von fremden Mälzereien (Robert Kilgour in Kirkaldy). Die Brennerei verfügt über eine Maischbottich (mash tun) (4,7 t) aus Edelstahl und dreizehn Gärbottiche (wash backs) (je 23.500 l). Destilliert wird in drei Grobbrandblasen (wash stills) (je 11.750 l) und drei Feinbrandblasen (spirit stills) (je 15.000 l), die durch Dampf erhitzt werden.

## Abfüllungen
Glenburgie ist vor allem Bestandteil der bekannten Blends Ballantine’s und Teacher’s. Als Original-Abfüllung kam im Jahr 2002 ein 15-jähriger Single Malt in der Special Distillery Bottlings Serie von Allied heraus.
Mit etwas Glück kann man von unabhängigen Abfüllern hin und wieder auch noch einen Glencraig finden, der bis 1981 hier produziert wurde. Signatory brachte beispielsweise 2003 einen 28-jährigen Glencraig auf den Markt und Duncan Taylor im Jahr 2004 einen 30-jährigen.